# シュプリンガーの解消
数学において、1969年にトニー・アルバート・シュプリンガーによって導入された、シュプリンガーの解消は半単純リー環でのべき零元の多様体の、もしくは簡約可能代数群（英：reductive algebraic group）のべき零元の多様体の、ひとつの解消である。この解消のファイバーはシュプリンガー・ファイバー（英：Springer fiber）と呼ばれる。
もし U が或る簡約群 G の冪単元（英：unipotent）のなす代数多様体であって、 X がG のボレル部分群 B のなす代数多様体であるとき、 U のシュプリンガー解消はU x X の対(u, B) でB がu を含むものの多様体である。 U への写像は第1の要素への射影（英：projection）である。G のリー環のべき零元によって U は置き換わりボレル部分環の多様体によって X は置き換わることを除いて、リー環へのシュプリンガーの解消は同じである。
まったくの群 G（もしくは G のまったくのリー環）によって U は置き換わることを除いて、グロタンディーク‐シュプリンガーの解消は同様に定義される。G の冪単元に制限されるときそれはシュプリンガーの解消になる。